# Acakyra nigrofasciata
Acakyra nigrofasciata är en skalbaggsart som beskrevs av Martins och Maria Helena M. Galileo 2001. Acakyra nigrofasciata ingår i släktet Acakyra och familjen långhorningar. Inga underarter finns listade i Catalogue of Life.